# José Andrade
Pour les articles homonymes, voir Andrade.
José Leandro Andrade (né le 20 novembre 1901 à Salto et mort le 5 octobre 1957 à Montevideo) est un footballeur uruguayen évoluant au poste de demi-droit durant l'entre-deux-guerres et considéré comme le premier grand joueur noir dans l'histoire du football.
Sa façon raffinée de manier le ballon séduit le public parisien au cours des Jeux olympiques de 1924, au point qu'il le surnomme « la Merveille noire ». Double champion olympique à Paris en 1924 puis à Amsterdam en 1928, Andrade remporte la première édition de la Coupe du monde sur ses terres. Son habileté balle au pied fait de lui l'un des principaux artisans de ces trois titres internationaux, tandis que son élégance naturelle captive Colette et Joséphine Baker.
Doté d'une conduite de balle phénoménale, il est surtout connu comme le premier joueur noir champion du monde de football, avec la Celeste. Adulé des foules au faîte de sa gloire, puis musicien de cabarets au piano-bar malgré une cécité débutante, il meurt à 55 ans dans le dénuement le plus complet.

## Biographie

### Jeunesse
José Leandro Andrade naît à Salto en 1901 d'une mère argentine. José Ignacio Andrade, qui est supposé être son père biologique, n'est inscrit sur l'acte de naissance qu'en qualité de témoin. Le doyen de la famille Andrade, âgé de 98 ans au moment de la naissance de José, est un expert en magie africaine et esclave d'origine africaine échappé du Brésil.
Né au milieu de descendants d'esclaves noirs de Salto, dans la région pauvre du nord-ouest de l'Uruguay, José Leandro Andrade s'installe à l'adolescence chez sa tante dans le barrio de Palermo (en) de la capitale Montevideo, où il travaille comme musicien de rue, cireur de chaussures et vendeur de journaux,.
Avant l'introduction du football professionnel en Uruguay, Andrade gagne sa vie comme musicien de carnaval, jouant de la batterie, du violon et du tambourin,,, puis conduisant la fanfare pour le carnaval comparsa Libertadores de Africa.

### Carrière en club
Andrade commence le football au club de Misiones basé à Montevideo. Au début des années 1920, Andrade signe à Bella Vista, où il joue 71 matches et marque sept buts. Il connaît parallèlement ses premières convocations en équipe nationale,.
Andrade est ensuite recruté par le Nacional avec qui il remporte quatre championnats uruguayens et trois coupes nationales. Il dispute 105 rencontres et inscrit quatre buts sous le maillot du Nacional.
En 1930, Andrade est transféré à Peñarol où il joue 1 match au cours des années suivantes.
Au milieu des années 1930, Andrade joue pour un certain nombre d'équipes en Argentine, dont Atlanta. Il signe également un bref passage aux Wanderers.

### Carrière internationale

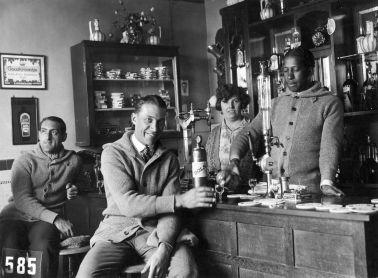
Andrade (derrière le bar) servant à boire à ses coéquipiers à Amsterdam (1928).

José Leandro Andrade est appelé pour la première fois en équipe d'Uruguay le 23 juin 1923, pour un match nul et vierge avec l'Argentine. La même année, il remporte le championnat d'Amérique du Sud, son premier titre avec la Celeste.
En 1924, Andrade débarque en Europe avec ses coéquipiers pour participer aux Jeux olympiques de Paris. Andrade, premier joueur noir à participer au tournoi olympique de football, s'impose comme la révélation aux yeux du public parisien qui le surnomme « la Merveille noire » voire « la Perle noire », un surnom affublé à Pelé quarante ans plus tard,. Dès le premier match, les Uruguayens offrent un récital face à l'une des meilleures équipes en Europe à cette époque, la Yougoslavie, écrasée sept buts à zéro. Le 29 mai, les Sud-Américains disposent des États-Unis par trois buts à zéro, puis battent trois jours plus tard l'équipe de France au stade olympique de Colombes sur le score de cinq buts à un, après un match à deux visages. En effet, ravis de leur accueil à Argenteuil et désireux de ne pas humilier leurs hôtes, les Uruguayens se contentent d'un but d'avance à la mi-temps, Paul Nicolas ayant répondu au but d'Héctor Scarone avant que ce dernier ne réalise le doublé. Mais en deuxième mi-temps, le public parisien siffle Andrade à la suite d'une faute. La « Merveille noire » s'énerve et offre trois passes décisives à Pedro Petrone (doublé) et Ángel Romano, dont l'une d'elles après avoir dribblé sept adversaires depuis son propre camp. Seuls les Pays-Bas parviennent à accrocher la Celeste en demi-finale avant de céder sur un penalty contesté. En finale, les Uruguayens viennent aisément à bout des Suisses par trois buts à zéro, signés Petrone, Cea et Romano. Après cette victoire, Andrade reste pendant plusieurs mois à Paris, où il apprécie les « années folles ». Il parcourt en chantant et en dansant les boîtes de nuit, bars et cafés le long de la Seine. Lui qui a dormi sur un sol en terre battue et passé peu de temps à l'école, il fréquente Colette et Joséphine Baker, elle aussi surnommée « la Perle noire » par la presse française.
En réaction à la victoire olympique de 1924, l'équipe uruguayenne est conviée trois mois plus tard à une série de deux matchs par l'Argentine. Au cours du deuxième match à l'Estadio Sportivo Barracas (en) de Buenos Aires, Andrade est la cible de jets de pierres par la foule argentine, à laquelle Andrade et ses coéquipiers répondent en renvoyant les pierres. Dans la rixe, un membre de la Celeste est arrêté et les Uruguayens refusent de terminer le match. Quelques semaines plus tard, l'équipe d'Uruguay remporte le championnat d'Amérique du Sud, mais Andrade ne joue pas. En 1926, l'Uruguay signe une nouvelle victoire dans le championnat sud-américain. Cette fois-ci, Andrade tient un rôle prépondérant et est élu meilleur joueur du tournoi.
En 1928, Andrade remporte sa deuxième médaille d'or olympique aux Jeux olympiques d'Amsterdam après deux finales spectaculaires contre le voisin argentin. Initialement, Andrade refuse un nouveau périple à travers l'océan Atlantique, Eduardo Martínez est donc retenu à sa place. Cependant, juste avant que le navire ne largue les amarres, Andrade change d'avis et se rend aux Pays-Bas. Martínez fait quand même le voyage, mais ne figure pas dans la liste officielle du tournoi et est baptisé El Olímpico 23 en français : « le 23e olympien ». En demi-finale contre l'Italie, Andrade entre en collision avec un poteau de but et se blesse grièvement à l'œil. Après sa carrière, la blessure s'aggrave au point qu'il devient aveugle de cet œil.

La Celeste championne du monde en 1930. Andrade est le 5e joueur debout.

Les succès olympiques aident la candidature de l'Uruguay pour l'organisation de la première Coupe du monde. Bien que vieillissant, Andrade parvient à mener ses jeunes coéquipiers au titre mondial, vainquant une nouvelle fois l'Argentine en finale, par quatre buts à deux. Ainsi, alors que le score est de deux buts partout, Andrade se jette pour contrer d'un tacle le tir d'un attaquant argentin en pleine surface de réparation et parvient à écarter le danger. Le gardien de but uruguayen Ballestero le félicite chaleureusement après ce sauvetage. À la fin du tournoi, Andrade est sélectionné dans l'équipe-type,,. En 1994, il est classé dixième par le magazine France Football dans une liste des « 100 Héros de la Coupe du monde », loin devant son capitaine José Nasazzi.
Une plaque est érigée au stade Centenario en son honneur.
Son neveu, Víctor Pablo Rodríguez Andrade, champion d'Uruguay en 1953 et en 1954 avec Peñarol, est champion du monde avec l'Uruguay en 1950, vainqueur du championnat sud-américain en 1956, et joue la petite finale de la Coupe du monde en 1954.

## Clubs successifs
- Peñarol (3e équipe) : 1921
- Miramar Misiones FC : 1921 à 1923
- Reformers : 1923
- Bella Vista : 1923 à 1925
- Nacional : 1925 à 1930 (105 matchs - 4 buts)
- Peñarol : 1931 à 1932
- Montevideo Wanderers FC : 1933
- Club Atlético Atlanta : 1934 à 1935 (alors défenseur)
- Club Atlético Talleres puis Lanús (Arg) : 1935-36 (épisodique - 3 parties)
- Montevideo Wanderers FC : 1937 (épisodique)

## Palmarès
- Nommé Meilleur joueur d'Amérique du Sud à trois reprises
- Une Coupe olympique lui a été personnellement décernée par le CIO, après les victoires uruguayennes de 1924 et 1928

### Sélection nationale
- 43 sélections nationales (34 officielles[10]), de 1923 à 1930 (1 but[note 3])
- Champion du monde 1930
- Champion olympique 1924 (meilleur joueur du tournoi) et 1928
- Champion d'Amérique du Sud 1923, 1924 et 1926
- Coupe Lipton (face à l'Argentine) : 1923, 1924, 1927 et 1929
- Coupe Newton (face à l'Argentine) : 1929 et 1930
- Vice-champion d'Amérique du Sud en 1927

### Clubs
- Champion d'Uruguay 1932 (Peñarol)
- Tournée européenne du Nacional de 1925 (153 jours, à travers 9 États)
- Tournée nord et centre américaine du Nacional de 1927